# Maximilian Friedrich von Thurn und Taxis
Maximilian Friedrich Prinz von Thurn und Taxis (* 31. Oktober 1831 in Würzburg; † 10. Juni 1890 in Neu-Wittelsbach bei München) war bayerischer Major und Familienhistoriker.

## Leben

### Herkunft und Familie
Maximilian Friedrich entstammt der böhmischen Linie des Hauses Thurn und Taxis. Er war der Sohn des Prinzen Karl Theodor (1797–1868) und Juliana Carolina Gräfin von Einsiedel (1806–1846), Tochter des Diplomaten Karl von Einsiedel (1770–1841). Sein Vater war ein bayerischer General der Kavallerie. Am 13. Oktober 1860 vermählte er sich zu München mit der Amélie Eugénie de Tascher de la Pagerie (1839–1905) und bekam mit ihr sieben Kinder:
- Karl Theodor (1861–1925),
- Karoline Julie Amalie Eugenie Therese (1862–1896),
- Karl Ludwig Lamoral Eugen (1863–1942),
- Amelie Luise Adele Sophie Hortense (1864–1933),
- Hortense Oscarine Marie Adele Sophie (1866–1921),
- Maximiliane (1872–1876),
- Gustav (1886–1907).

Durch die Heirat wurde seine Ehefrau eine Cousine der Kaiserin.

### Karriere
1858 wirkte er als Oberleutnant im Königlich Bayerischen 4. Chevaulegers-Regiment „König“ in Augsburg, wo er auch als Mitglied des historischen Vereins in Neuburg an der Donau notiert war. Er schied als königlich-bayerischer Major aus der bayerischen Armee und wurde im Jahre 1887 als Großkomtur ad honores in den Hausritterorden vom Heiligen Georg aufgenommen. Er wohnte ab 1875 auch in Neuburg, sammelte dort Material über die Geschichte des fürstlichen Hauses von Thurn und Taxis, und wurde durch seine Verdienste zum Ehrenpräsidenten des historischen Vereins ernannt.